# Maidstone (Vermont)
Maidstone es un pueblo ubicado en el condado de Essex en el estado estadounidense de Vermont. En el año 2010 tenía una población de 208 habitantes y una densidad poblacional de 2,53 personas por km².

## Geografía
Maidstone se encuentra ubicado en las coordenadas 44°39′11″N 71°38′26″O / 44.65306, -71.64056.

## Demografía
Según la Oficina del Censo en 2000 los ingresos medios por hogar en la localidad eran de $19,167 y los ingresos medios por familia eran $27,500. Los hombres tenían unos ingresos medios de $30,313 frente a los $17,500 para las mujeres. La renta per cápita para la localidad era de $15,668. Alrededor del 8.7% de la población estaba por debajo del umbral de pobreza.